# Тростянський (селище)
Тростянський (рос. Тростянский) — селище у Новоаннінському районі Волгоградської області Російської Федерації.
Населення становить 627 осіб. Входить до складу муніципального утворення Тростянське сільське поселення.

## Історія
Селище розташоване у межах українського історичного та культурного регіону Жовтий Клин.
Згідно із законом від 21 грудня 2004 року № 970-ОД органом місцевого самоврядування є Тростянське сільське поселення.

## Населення
| 2010 |
| ---- |
| 627  |